# Jacopo (singolo)
Jacopo è un singolo del cantautore e rapper italiano Dargen D'Amico, pubblicato il 17 luglio 2020 come quarto estratto dal nono album in studio Bir Tawil distribuito dall'etichetta discografica Universal Music Italia.

## Tracce
Parole e musica di Jacopo Matteo Luca D'Amico.
1. Jacopo – 2:39

## Formazione
Musicisti
- Dargen D'Amico – voce

Produzione
- Dargen D'Amico – produzione
- Dargen D'Amico e Marco Zangirolami – arrangiamenti
- Marco Zangirolami @ Noize Studio, San Giuliano (MI) – missaggio
- Sam John @ Precise Mastering Ltd, Hawick (UK) – mastering
- Studio Cirasa, Milano – artwork